# Äljänä
Äljänä är en sjö i kommunen Kaavi i landskapet Norra Savolax i Finland. Den är 20 meter djup. Arean är 40 hektar och strandlinjen är 3,36 kilometer lång. Sjön  ingår i Vuoksens huvudavrinningsområde.   Den ligger omkring 45 kilometer öster om Kuopio och omkring 370 kilometer nordöst om Helsingfors. 
I sjön finns ön Kalliosaari. 